# Dietlikon
Dietlikon là một đô thị thuộc huyện hành chính Bülach, bang Zürich, Thụy Sĩ. Đô thị này có diện tích 4,26 km2, dân số thời điểm tháng 12 năm 2009 là 7.049 người.